# Una coppia perfetta (film 2002)
Una coppia perfetta (Un couple épatant) è un film del 2002 diretto da Lucas Belvaux.

## Trama
Cecile e Alain, innamorati da vent'anni, sembrano la coppia perfetta. Cecile però inizia a sospettare qualcosa: Alain sembra nascondere un segreto che lo turba. Alain invece ha seri problemi di salute e tiene Cecile all'oscuro. 